# Världsmästerskapen i skidskytte 1971
De elfte världsmästerskapen i skidskytte  genomfördes 1971 i Tavastehus i Finland.
Till och med 1983 anordnades världsmästerskap i skidskytte endast för herrar.

## Resultat

### Distans herrar 20 km
| Placering | Åkare              | Land          |
| --------- | ------------------ | ------------- |
| 1.        | Dieter Speer       | Östtyskland   |
| 2.        | Aleksandr Tichonov | Sovjetunionen |
| 3.        | Magnar Solberg     | Norge         |

### Stafett herrar 4 x 7,5 km
| Placering | Land          | Åkare                                                              |
| --------- | ------------- | ------------------------------------------------------------------ |
| 1.        | Sovjetunionen | Aleksandr Tichonov, Viktor Mamatov, Rinnat Safin, Nikolaj Muzjitov |
| 2.        | Norge         | Tor Svendsberget, Ragnar Tveiten, Magnar Solberg, Ivar Norkild     |
| 3.        | Polen         | Józef Roczak, Andrzej Rapacz, Aleksandr Klima, Józef Stopka        |

## Medaljfördelning
| Plats | Land          | Guld | Silver | Brons | Totalt |
| ----- | ------------- | ---- | ------ | ----- | ------ |
| 1     | Sovjetunionen | 1    | 1      | 0     | 2      |
| 2     | Östtyskland   | 1    | 0      | 0     | 1      |
| 3     | Norge         | 0    | 1      | 1     | 2      |
| 4     | Polen         | 0    | 0      | 1     | 1      |